# Steinhardt Museum

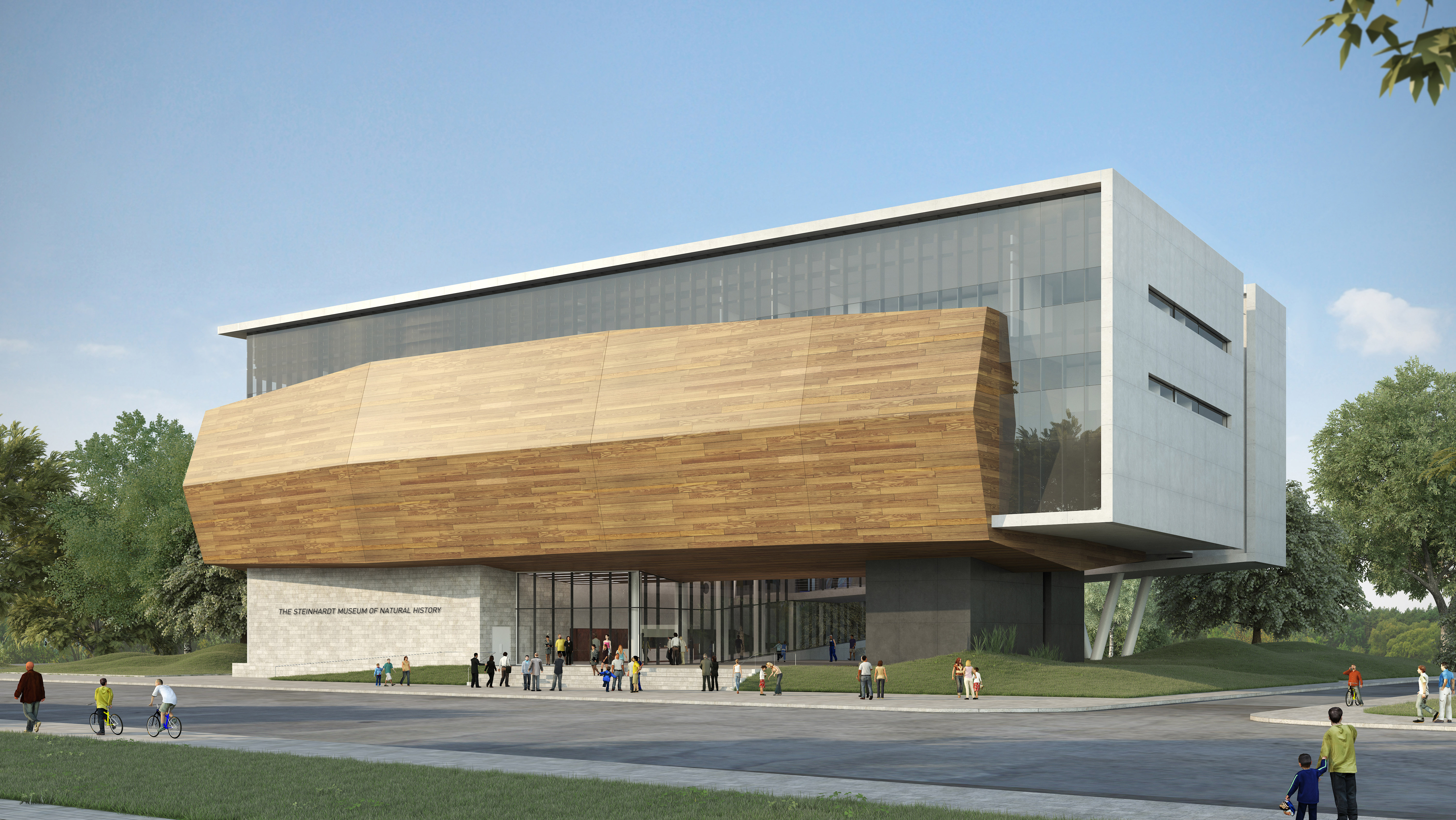
Steinhardt Museum

Das Steinhardt Museum of Natural History (hebräisch מוזיאון הטבע ע"ש שטיינהרדט), Israel National Center for Biodiversity Studies an der Universität Tel Aviv, ist ein Naturkundemuseum in Israel, das sowohl ein Bildungs- als auch ein Forschungszentrum umfasst. Es ist das größte Dokumentations- und Wissenschaftszentrum Israels, das sich auf die Biodiversitätsforschung und ihre vielfältigen Anwendungsbereiche wie Naturschutz, Umweltschutz und Landwirtschaft konzentriert.

## Aufgaben
Das Museum ist für die Erforschung, den Aufbau und die Pflege von Sammlungen und die wissenschaftliche Kategorisierung von Millionen von Sammlungsstücken zuständig, die die Flora und Fauna in Israel und im Nahen Osten dokumentieren. Weitere Schwerpunkte sind Paläobiologie, sowie die Geschichte der Menschheit und ihre Interaktionen mit der Umwelt. Das Museum richtet sich an die nicht-wissenschaftliche Öffentlichkeit und an Fachleute.
Sammlungen mit rund 5,5 Millionen Gegenständen, die von Wissenschaftlern der Universität Tel Aviv und anderen Institutionen zusammengetragen wurden, sind in dem neuen Museum untergebracht worden, bevor es im Juli 2018 für die Öffentlichkeit eröffnet wurde.
Dazu gehört auch die von dem deutschen Pater Ernst Schmitz im 19. Jahrhundert zusammengetragene zoologische Sammlung der Schmidt-Schule in Jerusalem, die eine Reihe historischer Belegexemplare der einstigen Fauna der Region umfasst. Sie wurde als Dauerleihgabe an das Steinhardt Museum gegeben.
Im obersten Stockwerk befindet sich eine Dauerausstellung über die Evolution. Um der Kritik des charedischen Judentums entgegenzutreten, das die Evolution nicht anerkennt, wird die Ausstellung von einem ultraorthodoxen Juden begleitet, der, mit einer Thora ausgestattet, für Diskussionen zur Verfügung steht.

## Finanzierung und Verwaltung
Der Bau des Museumsgebäudes wurde durch die Unterstützung von Michael Steinhardt, ehemaliger Vorsitzender des Board of Governors der Universität Tel Aviv, und seiner Frau Judy, sowie Spenden von anderen Stiftungen und Einzelpersonen (Yad Hanadiv, Dan David Foundation, Arison Foundation, KKL-JNF, Millie Phillips, Colette Kerber und Haim Filler, sowie staatliche Unterstützung durch den Planungs- und Zuschussausschuss des Rat für Hochschulbildung, die Ministerien für Umweltschutz; Landwirtschaft und ländliche Entwicklung; Tourismus; Wissenschaft und Technologie).